# Laarveld
Laarveld (Limburgs: Laorvêldj) is de meest recente nieuwbouwwijk van Weert, gesitueerd in het noorden van de stad. 
Laarveld ligt ingeklemd tussen het kerkdorp Laar, de buurtschap Hushoven en de wijk Molenakker.

## Bouw
De nieuwbouw-wijk Laarveld bevindt zich aan de rand van de plaats Weert, aan de noordzijde van deze stad. Deze wijk wordt gebouwd in 4 fasen, waarvan de 4e fase deels nog op Hold staat. Fase 1 en fase 2 zijn reeds uitgevoerd en fase 3 bevindt zich vanaf de 2e helft van 2019 in de voorbereidingsfase. Vanwege de bouwcrisis is de ontwikkeling van fase 1 traag verlopen, waardoor bouwwerkzaamheden in dit deel hebben plaatsgevonden vanaf 2010 tot en met 2019. Fase 2 was snel uitverkocht in 2017, nadat de vraag in 2016 was gestegen,  en momenteel (2020) worden in deze fase de laatste woningen afgebouwd.Het vermoeden is dat Laarveld de laatste grootschalige uitbreiding is van Weert op het gebied van wonen. De gemeente Weert heeft in juli 2019 bekendgemaakt fase 3 te gaan ontwikkelen met 160 woningen en later in november werd bekendgemaakt dat er nog 100 extra woningen van fase 4 zullen worden ontwikkeld. De overige 140 woningen van fase 4 staan dus nog in de koelkast.
Bij het ontwerp van woningen in Laarveld moest ieder rekening houden met een beeldkwaliteitsplan, zoals ontworpen door architect D'Hondt uit Breda. De wijk moest in het groen worden gebouwd, maar ook met een referentie naar de naburige wijk Hushoven en het naburige kerkdorp Laar. In het beeldkwaliteitsplan van fase 1 en 2 zijn namelijk 5 zones gemarkeerd waar het ontwerp van gebouwen aan moesten voldoen, wat betreft woonmilieus en materialisatie. Het betreft de volgende woonmilieus:
1. Lintbebouwing, aan de Rietstraat. De doorgaande weg van Hushoven naar Laar nieuwbouw koppelen aan de bestaande sfeer van de Rietstraat. 
2. Randbebouwing, de sfeer met een link naar de wijk Hushoven, kenmerkend is een grote variatie aan materialisaties.
3. Tuindorp, verwijzend naar jaren 30 woningen, met rode baksteen, zwarte dakpannen en witte kozijnen.
4. Dries, verwijzend naar witte gevels en rode dakpannen.
5. 4 kavels met vrije keuze
Ieder kavel heeft de verplichting om enkel in het groen erfscheidingen te realiseren. De gemeente Weert zal aan iedere voorzijde beukenhagen voorzien om zo een typisch beeld te krijgen. Vanaf begin 2020 zal een aannemer starten met de aanleg van wegen en openbare voorzieningen ten behoeve van fase 2. De aanbesteding hiervoor heeft in december 2019 plaatsgevonden.
Op een woonwagenkamp en een woonzorgcentrum na, zal de wijk enkel uit woningbouw bestaan. Er zullen geen centrale voorzieningen worden gebouwd zoals winkelcentra e.d. De ontsluiting vindt momenteel voor fase 1 en 2 geheel via de Rietstraat plaats. Fase 3 zal in de toekomst ontsluiten via de Laarderweg. 
Via de website www.laarveld-weert.info kunnen geïnteresseerden zich aanmelden voor een kavel.   
Stad: Weert

Kerkdorpen: Altweerterheide · Laar · Stramproy · Swartbroek · Tungelroy 

Buurtschappen: Altweert · Bosven · Breyvin · Castert · Crixhoek · De Berg · De Boberden · De Horst · Dijkerstraat · Hei · Houtbroek · Hushoven · Oud-Boshoven · Rietbroek · Vlootkant · Wisbroek

Woonwijken: Boshoven (Vrakker · Oda · Oud-Boshoven) · Laarveld · Molenakker · Kampershoek · Fatima · Weert-Centrum · Biest · Groenewoud · Leuken (Vrouwenhof · Leuken-Noord) · Keent (Parkhof) · Moesel · Graswinkel · Rond de Kazerne (Altweert · Boshoverbeek) 

Limburg: Steden en dorpen      Nederland: Provincies · Gemeenten